# Julian King
Julian Beresford King (Sutton Coldfield, 22 agosto 1964) è un diplomatico britannico, Commissario europeo per l'unione della sicurezza nella Commissione Juncker dal 2016 al 2019.

## Biografia
Julian King è nato il 22 agosto 1964 a Sutton Coldfield, nella contea di West Midlands, presso Birmingham. Oltre all'inglese, parla francese.

### Educazione e vita privata
King ha ottenuto il Bachelor of Arts in filosofia e teologia presso il St Peter's College di Oxford; in seguito ha studiato all'École nationale d'administration di Parigi, nella classe 1989. Qui ha conosciuto anche la sua futura moglie, la danese Lotte Knudsen, funzionaria europea attualmente nel Servizio europeo per l'azione esterna, che avrebbe sposato nel 1992 nel Gers, in Guascogna, dove la coppia possiede una casa.

### Carriera diplomatica
Julian King è entrato nel Foreign and Commonwealth Office (FCO) nel 1985, lavorando sull'America latina e l'Europa occidentale. Tra il 1987 e il 1990 è a Parigi come funzionario d'ambasciata, mentre studia all'ENA e diventa segretario privato dell'ambasciatore Sir Ewen Fergusson. Negli anni seguenti, tornato al Foreign Office, si occupa di rapporti con la NATO e di difesa europea. Tra il 1994 e il 1998 è segretario personale del Sottosegretario permanente del Foreign Office Sir John Coles.
Tra il 1998 e il 2003 lavora nella rappresentanza permanente del Regno Unito presso l'Unione europea a Bruxelles, come primo segretario e poi consigliere e negoziatore negli ambiti dell'allargamento e della difesa europea. Dal 2003 al 2004 è inviato a New York, presso le Nazioni Unite, come consigliere e negoziatore nel Consiglio di Sicurezza.
Dal 2004 al 2008 è inviato di nuovo a Bruxelles come rappresentante britannico al Comitato politico e di sicurezza, presiedendolo durante il semestre di presidenza del Regno Unito nel 2005. Tra il 2008 e il 2009 è invece capo di gabinetto del commissario britannico Catherine Ashton, allora responsabile del portafoglio del commercio in seno alla Commissione europea.
Nel 2009 è nominato Ambasciatore del Regno Unito in Irlanda, incarico che ricopre fino al 2011. Dopo questo incarico diventa Direttore generale del Ufficio per l'Irlanda del Nord fino al 2014, anno in cui è nominato Direttore generale per gli affari economici e consolari nel Foreign Office.
Nel dicembre 2015 è nominato Ambasciatore del Regno Unito in Francia, assumendo l'incarico a partire dal 1º febbraio 2016.

### Commissario europeo
Dopo le dimissioni di Jonathan Hill come Commissario europeo del Regno Unito e Commissario europeo per la stabilità finanziaria, i servizi finanziari e il mercato unico dei capitali a seguito del risultato del Referendum sulla permanenza del Regno Unito nell'Unione europea, il Primo ministro David Cameron ha proposto Julian King per rimpiazzarlo. Il 2 agosto 2016 il presidente della Commissione europea Jean-Claude Juncker ha annunciato la sua intenzione di affidare al nuovo commissario il portafoglio per l'unione della sicurezza, incaricato anche della lotta contro il terrorismo e il crimine.
Dopo l'audizione presso la commissione Libertà civili del Parlamento europeo avvenuta il 12 settembre 2016, la nomina del nuovo commissario King è stata approvata dall'assemblea plenaria il successivo 15 settembre. Tale nomina ha ricevuto l'approvazione del Consiglio dell'Unione europea ed è dunque divenuta effettiva il 19 settembre.